# Гаканіемі (район)
Гаканіемі (фін. Hakaniemi, швед. Hagnäs) — неофіційний район Гельсінкі, Фінляндія. Він охоплює більшу частину району Сільтасаарі, у центрі Гельсінкі. Історично цей терен був районом робочого класу. Проте вартість життя останнім часом значно зросла, і зараз вона відповідає рівню решти центральної частини Гельсінкі.
Найвідоміші особливості: великий і жвавий ринок, східні продовольчі магазини з великою кількістю азійських імпортних продуктів, штаб-квартира декількох профспілок, штаб-квартира Соціал-демократичної партії Фінляндії та Партії лівого альянсу та готель Гельсінкі-Гілтон.
 Туристичні пам'ятки:
- кругла будівля Юмпюрятало
- ринок Гаканіемі[2]
- площа Гаканіемі[3]